# Leguta chelifera
Leguta chelifera is een platworm (Platyhelminthes). De worm is tweeslachtig. De soort leeft in het zoute water.
Het geslacht Leguta, waarin de platworm wordt geplaatst, wordt tot de familie Koinocystididae gerekend. De wetenschappelijke naam van de soort werd voor het eerst geldig gepubliceerd in 1954 door Karling.